# 中甸风毛菊
中甸风毛菊（学名：Saussurea dschungdienensis）为菊科风毛菊属的植物，为中国的特有植物。分布在中国大陆的四川、云南等地，生长于海拔3,000米至4,000米的地区，多生长在溪边草地、林缘以及砾石山坡，目前尚未由人工引种栽培。